# Тютиков, Леонид Николаевич
Леонид Николаевич Тютиков (1 сентября 1922, Нижегородская губерния — 8 февраля 1983) — советский военнослужащий, участник Великой Отечественной войны, старшина, полный кавалер Ордена Славы.

## Биография
Родился 1 сентября 1922 года в селе Китово ныне Салганского района Нижегородской области, русский. Образование среднее.
В Красной Армии с сентября 1941 года. На фронте в Великую Отечественную войну с октября 1941 года.
Командир отделения разведки взвода управления 1214-го легкоартиллерийского полка старший сержант Леонид Тютиков во главе группы поиска проник во вражеский тыл в районе населённого пункта Горваль, расположенного северо-западнее белорусского города Гомель. 4 декабря 1943 года вверенное старшему сержанту Тютикову подразделение провело разведку на данном участке фронта. Попав в засаду, разведчики вынуждены были принять бой, в результате которого неприятелю был нанесен значительный урон. Командир отделения Тютиков уничтожил восемь противников, четверых взял в плен и подавил огневую точку противника.
За мужество и отвагу, проявленные в боях, 31 декабря 1943 года старший сержант Тютиков Леонид Николаевич награждён орденом Славы 3-й степени.
28 июля 1944 года отделение разведчиков взвода управления 1214-го легкоартиллерийского полка во главе со старшим сержантом Леонидом Тютиковым преодолело реку Висла в районе польского населённого пункта Люцимя и углубилось в расположение врага на тридцать километров. Бойцы-разведчики собрали ценные разведывательные данные о дислокации живой силы и техники противника, расположении его аэродромов и складов. После захвата «языка» старший сержант Тютиков прикрывал отход группы захвата, уничтожив около десятка вражеских солдат.
За мужество и отвагу, проявленные в боях, 29 августа 1944 года старший сержант Тютиков Леонид Николаевич награждён орденом Славы 2-й степени.
19 апреля 1945 года в бою за город Франкфурт-на-Одере командир отделения разведки взвода управления 1214-го легкоартиллерийского полка старший сержант Леонид Тютиков вместе с бойцами действовал в передовом отряде и вывел из строя четыре огневые точки, штурмовое орудие, бронетранспортёр, истребил свыше десяти вражеских автоматчиков.
Указом Президиума Верховного Совета СССР от 15 мая 1946 года за образцовое выполнение заданий командования в боях с немецко-вражескими захватчиками старший сержант Тютиков Леонид Николаевич награждён орденом Славы 1-й степени, став полным кавалером ордена Славы.
В 1946 году старшина Тютиков Л. Н. демобилизован. Член ВКП(б) с 1947 года. Был первым секретарем Вознесенского районного комитета КПСС. Подполковник в отставке Тютиков Л. Н. жил в городе Горький.
Скончался 8 февраля 1983 года. Похоронен в Нижнем Новгороде на Бугровском кладбище (13 кв.).
Награждён орденами Октябрьской революции, Отечественной войны 1-й степени, Трудового Красного Знамени, Славы 1-й, 2-й и 3-й степени, медалями.